# Theodoros Stamos
Theodoros Stamos (* 31. Dezember 1922 in New York; † 2. Februar 1997 in Ioannina) war ein US-amerikanischer Maler griechischer Herkunft. Seine Werke werden dem Abstrakten Expressionismus zugeordnet.

## Leben und Werk
Stamos wurde an Silvester 1922 in New York geboren. Die Eltern waren griechische Einwanderer – seine Mutter stammte aus Sparta, sein Vater, der einen Hutreinigungs- und Schuhputzladen betrieb, von der im Ionischen Meer gelegenen Insel Lefkada. Im Alter von acht Jahren stürzte er und erlitt eine Milzruptur. Innerhalb der langen Rekonvaleszenzzeit begann er mit dem Zeichnen.
1936 schrieb er sich an der Peter Stuyvesant Highschool, einer Fachhochschule, ein und begann ein Kunststudium. Eine in einer Zeitung abgebildete Skulptur von Jacob Epstein inspirierte ihn, sodass er diese abzeichnete und sich gemeinsam mit Simon Kennedy und Joseph Konzal auf die Bildhauerkunst verlegte. Er erhielt ein Stipendium von der American Artist's School. Im folgenden Jahr traf er mit Joseph Solman, einem Mitglied der Künstlergruppe „The Ten“ zusammen, der ihm die Malerei wieder näher brachte, indem er ihm Werke von Milton Avery, Arthur Dove und Marsden Hartley zeigte. Drei Monate vor dem Graduiertenabschluss ging Stamos von der Stuyvesant Highschool ab. Er hatte erkannt, dass der Aufwand bei bildhauerischen Arbeiten größer war, schon allein finanziell und räumlich konnte er dies nicht stemmen. In der Folge war er Gast in verschiedenen Ateliers rund um die 10th Street. Dort entstanden die ersten ernst zu nehmenden Bilder des Autodidakten. Sie zeigen schlicht gehaltene, aber figürliche, griechische und amerikanische Landschaften. Seinen Lebensunterhalt bestritt er als Blumenhändler und Buchverkäufer. 1941 eröffnete er schließlich einen kleinen Einrahmungsladen in Manhattan, der ihm Kontakte zu anderen Künstlern wie Arshile Gorky oder Fernand Léger einbrachte. Sein einträglichster Rahmungsauftrag kam von der Galerie Nierendorf, für die er zahlreiche Paul-Klee-Bilder herrichtete. Die von Betty Parsons betriebene Wakefield Gallery stellte 1943 seine Werke erstmals aus und ebnete damit ihren Weg zur bedeutenden Anlaufstelle für den Abstrakten Expressionismus. Stamos traf in diesem Jahr mit den für ihn noch wichtig werden sollenden Adolph Gottlieb und Barnett Newman zusammen. Die Bilder aus dieser Phase sind Movement of Plants (dt.: Bewegung der Pflanzen), Seedling, Composition with Braided Ropes und Ancestrial Flows. Sie enthalten Elemente des Surrealismus wie bei Max Ernst, Joan Miró oder auch dem ihm durch seine Einrahmtätigkeit bestens bekannten Paul Klee. Ebenso hinterließ Adolph Gottlieb tiefe Eindrücke, zu erkennen in den biomorphen Formen. Movement of Plants wurde in der Jahresausstellung 1945 des Whitney Museums gezeigt und fand einen Käufer, der im Laufe seiner Sammelleidenschaft 32 Stamos-Bilder zusammentrug, die sich heute im Munson-Williams-Proctor Institute in Utica, New York, befinden. Das erste von einem Museum erworbene Bild heißt in deutscher Übersetzung Klänge im Felsen und hängt seit 1946 im New Yorker Museum of Modern Art. Ins Jahr 1947 fielen die Begegnungen mit Mark Rothko, Kurt Seligmann und Peggy Guggenheim. Auf seinen Reisen durch die Vereinigten Staaten lernte er Mark Tobey kennen, mit dem er Bilder tauschte. Eine Freundschaft ergab sich mit John Graham. Gemeinsam mit dem Dichter Robert Price bereiste er Frankreich, Italien und Griechenland. Durch Christian Zervos lernte er Constantin Brâncuși, Victor Brauner, Alberto Giacometti, Henri Laurens und Pablo Picasso kennen. Seinen ebenfalls gerne reisenden Landsmann Morris Graves traf er in Chartres. Dieser war der fernöstlichen Kultur zugeneigt, was Stamos etwas später übernahm. Zunächst begann er aber Objekte und Möbel des Art Nouveau zu sammeln. Seinen Rahmenladen schloss er 1948, denn auf Empfehlung des minimalistischen Bildhauers Tony Smith trat Stamos 1949 eine Lehrtätigkeit am Heartley Settlement House an. Vier Jahre unterrichtete er dort. Zudem erteilte er Kunstunterricht am berühmten progressiv ausgerichteten Black Mountain College in North Carolina, wo sich unter seinen Studenten der ihm stilistisch nacheifernde Maler Kenneth Noland befand. Hier lernte er auch den führenden Kunstkritiker des Abstrakten Expressionismus, Clement Greenberg, kennen. Ungefähr 1950 begann Stamos seine Tea-House-Serie zu malen, worin er ostasiatische Elemente verarbeitete. Er trat zu dieser Zeit der Künstlergruppe „The Irascibles“ bei, war mit Abstand deren jüngstes Mitglied und beschäftigte sich sehr mit der Kunst seiner Kollegen, die dem Surrealismus zugeneigt waren. 1951 wandte er sich der Farbfeldmalerei zu. Er erhielt ein Stipendium der Louis-Comfort-Tiffany-Stiftung. Auf Long Island ließ er ein Haus nach den Plänen von Tony Smith errichten.
Mitte der 1950er Jahre nahm er verschiedene Lehraufträge an, zum Beispiel am Chicago Art Institute und an der Art Student's League in New York. Das Jahr 1954 war geprägt durch seine an der Phillips Collection in Washington, D.C. gehaltene Vorlesung zu dem Thema „Warum Natur in der Kunst?“, die in der Fachwelt berühmt wurde, und dem Tod seines engen Freundes, dem Dichter Robert Price, für dessen Neuherausgabe er 1956 Illustrationen anfertigte. Im selben Jahr wurde ihm einer der Preise des National Institute of Arts and Letters zuerkannt und 1961 auf der 6. Tokyo Internationale der Mainchini-Newspaper-Preis.
1962 startete Stamos seine Serie namens Sun-Boxes. Erstes Bild der Reihe ist Very Low Sun-Box, gemalt mit Acryl- und Ölfarbe auf Leinwand. 1967 folgte das erste Bild der Transparent Sun-Boxes- und 1969 das der Cheops Sun-Boxes-Serie. 1966 hielt er eine Gastvorlesung an der Columbia University, School of Fine Arts in New York und im Jahr darauf gewährte man ihm als dritten Künstler an der Brandeis University in Massachusetts als „Artist-in-Residence“ das Wohnrecht. Daneben wurde er mit dem National Arts Foundation Award ausgezeichnet. Sein Kontakt zu Mark Rothko von den Irascibles wurde in dieser Zeit intensiver und keiner von beiden ahnte, dass er vier Jahre später verhängnisvolle Auswirkungen haben würde. 1969 vollendete Stamos ein riesiges Werk für die Eingangshalle eines Bürogebäudes in Manhattan. Bald begann er eine neue Bilderserie, die er Infinity Field Series (teilweise mit dem Zusatz einer Örtlichkeit, zum Beispiel Infinity Field Jerusalem Series) nannte, welche die bisherige Rechteckdarstellung von der abgebildeten „Box“ zum Leinwandrand hin ausdehnte.
Nach Rothkos Selbstmord wurde Stamos, der von Rothko als einer von drei Nachlassverwaltern bestimmt worden war, in die dubiosen Machenschaften eines anderen Nachlassverwalters verstrickt. Die beiden Rothko-Kinder (20 und 7 Jahre alt) zogen 1971 wegen des Verscherbelns von Werken ihres Vaters vor Gericht. Stamos verlor durch den Prozess sein Haus und sein Ansehen. Vor dem Prozess war er zum zweiten Mal in Griechenland gewesen, nun kaufte er ein Haus auf Lefkada, wo er bei Meeresspaziergängen neue Inspirationen fand. 1977 gab er seine letzte noch bestehende Dozententätigkeit auf, um reisend seine Kreativität zu beflügeln. 1983 fühlte er sich durch eine BBC-Dokumentation zum Fall Rothko verleumdet, seine Klage war aber aussichtslos, sodass er sie zurückzog. Parallel dazu fand ein kleines Grüppchen, vornehmlich Europäer, zusammen, die sich unter der Bezeichnung „The Circle of Friends of Theodoros Stamos“ vornahmen, ihren favorisierten Künstler aus der Versenkung zu holen. 1994 wurde Stamos zum Mitglied („NA“) der National Academy of Design gewählt. Nach einem chronischen Lungenleiden starb Theodoros Stamos am 2. Februar 1997 im Krankenhaus der westgriechischen Stadt Ioannina. Im Februar 2010 erzielte der Verkauf des Ölgemäldes Home of the Sun bei Christie’s in London mit über 283.000 US-Dollar eine auf den Künstler bezogene Höchstmarke.

## Stil
Wenn er kein Maler geworden wäre, wäre er Gärtner geworden, hat Stamos einmal gesagt. Die Reiselust und die Beschäftigung mit „primitiven“ Kulturen taten ein Übriges und ließen ihn in seiner künstlerischen Umsetzung als Naturmaler erscheinen. Er begann mit Landschaften und führte die Motive zunächst auf biomorphe Objekte, die für ihn eine Ursprünglichkeit verkörperten, zurück, um sich in einen vorkulturellen Zustand zu versetzen. Er verwendete gedeckte Farben und gestaltete für die organischen Formen weiche Kanten, ähnlich wie Milton Avery und William Baziotes. Die Formen sind manchmal auf rissige leuchtende Farblinien reduziert. Passend zu seiner Herkunft und der Urzeit-Faszination finden sich oft Bezüge zur hellenistischen Mythologie in seinen Bildern.
Die eigentlichen Anfangsjahre (nach den Versuchs- und Stilfindungsjahren) standen stilistisch im Zeichen des Surrealismus. Mit den ab 1954 entstandenen Serien kamen in Schichten angelegte Farbfelder auf, über die Herbert Schneidler schrieb: „Der Betrachter wird landschaftlicher Assoziationen gewahr: über einem schmalen Streifen Erde baut sich ein atmosphärischer Horizont auf – aus der mikroskopisch anmutenden Detailmalerei vor 1950 erwächst nun eine kosmologische Welt – Bilder, die in ihrer Gestaltungsweise an Bilder von C. D. Friedrich zu erinnern scheinen. Die formlos gewordene Bilderwelt von Stamos rekrutiert sich nur noch aus den Elementen Licht, Luft, Erde und Wasser. Das Bild wird zu [sic] Metapher für Urnatur.“ Um 1959 trat eine vertikale Anordnung der Farbfelder auf. Jegliche zeichnerischen Elemente waren verschwunden und kontrastierende Farben übernahmen die Kontrolle. Dies mündete 1962 in die Sun-Boxes-Serie. In diesen Bildern herrschen klare geometrische Formen auf monochromem Grund. In den 1970er Jahren schuf er neben der Infinity-Field-Serie, die eine Entwicklung vom Farbfeld zum Farbkörper aufweist, auch die Color Fields, eine Fortführung seiner in den 1950er Jahren praktizierten Methode: „Die einzelnen Farbflächen werden wieder unscharf gegeneinander abgegrenzt, sie greifen ineinander über und die transparente Farbgebung setzt sich gegenüber der hermetischen Farbauffassung der Sun-Boxes durch.“ In der Serie Dark Paintings aus den frühen 1980er Jahren werden kalligraphisch anmutende Horizontallinien in tendenziell düsteren Bildern dank ihrer helleren Farbgebung zum Lichtträger. Bei den nachfolgenden Serien erscheinen lediglich kurze Linienfragmente, gewissermaßen Leuchtspuren, „die den Bildern eine bewegte Textur verleihen“. Außerdem stoßen einige Male über den dunklen Vordergründen fratzenhafte Formen hervor. Schneidler meinte dazu: „Sie gemahnen nicht an das Ende, vielmehr an den Anfang unserer Welt; dorthin, wo auch Stamos mit seiner Kunst inhaltlich begonnen hat.“
Stamos lotete früh die Wirkung von Farbe in der Abstraktion aus. Seine Farbschichttechnik war ein Vorläufer der Farbfeld-Bewegung. Er reagierte sensibel auf die Besonderheiten von Licht, Stimmung und Farbe der besuchten Schauplätze und verarbeitete seine Empfindungen oft in ortsbezogenen Serien.

## Bedeutung
Schon in den Endvierzigern gab es für den jungen Nachwuchskünstler positive Kritikerstimmen, die von „launiger Farbgebung“ und von „ruhiger Poesie“ sprachen, genauso wie negative Meinungen, weil die Vorbilder (wie William Baziotes) besser seien. Stamos war in fast jeder großen Ausstellung der 1950er Jahre vertreten, aber in den 1970er Jahren war er unterrepräsentiert oder wurde gänzlich ignoriert. Nach dem Erbstreit hat er nie mehr seinen alten Status erreicht. In den letzten 30 Jahren seines Lebens war Stamos quasi ein Ausgestoßener in der Kunstwelt, zumindest in den USA. Er stellte zwar weiterhin in New York aus, aber seltener und in weniger renommierten Galerien. Die Bildernachfrage war lange bescheiden. Aber der Rothko-Skandal war eigentlich nicht die entscheidende Ursache. Vielmehr war es eine Neubewertung seiner Kunst, die als nicht zur vordersten Reihe des Abstrakten Expressionismus gehörend erachtet wurde. Für manche gehörte er nie zur ersten Riege der Künstler des Abstrakten Expressionismus.

## Einzelausstellungen
Fundación Juan March
- 1943, 1947, 1948, 1949, 1950, 1951, 1952, 1953, 1956: Betty Parsons Wakefield Gallery, New York City
- 1944, 1945: Mortimer Brandt Gallery, New York City
- 1948, 1950: Margaret Brown Gallery, Boston
- 1950, 1954: The Duncan Phillips Collection (bzw. The Phillips Collection), Washington D.C.
- 1952: Baldwin Kingrey, Inc., Chicago
- 1954: Wesleyan Conservatory, Macon, Georgia
- 1955: The DeCordova and Dana Museum, Lincoln, Massachusetts
- 1957: Philadelphia Arts Alliance, Philadelphia
- 1957: Gump´s Gallery, San Francisco
- 1957: Michigan State University Department of Art, East Lansing, Michigan
- 1958, 1959, 1960, 1961, 1962, 1963, 1964, 1966, 1968, 1970: André Emmerich Gallery, New York City
- 1958: The Corcoran Gallery of Art, Washington, D.C.
- 1960: Gimpel Fils, London
- 1960: Marion Koogler MacNay Art Institute, San Antonio, Texas
- 1961: Galleria del Naviglio, Mailand
- 1967: Springold Theater Arts Center Gallery, Brandeis University, Waltham, Massachusetts
- 1968: Theo Waddington FinFundación Juan Marche Arts Ltd., Montreal
- 1972: Marlborough Gallery, New York City
- 1973: Joslyn Art Museum, Omaha, Nebraska
- 1974: Athens Gallery, Athen
- 1977, 1979, 1981, 1984, 1992: Louis K. Meisel Gallery, New York City
- 1977: Galerie Le Portrait, Heidelberg
- 1977: Morgan Gallery, Shawnee Mission, Kansas
- 1978: Tomasulo Gallery, Union College, Union, New Jersey
- 1978, 1986: Hokin Gallery, Palm Beach, Florida
- 1978: Union College, Schenectady, New York
- 1979: Edwin A. Ulrich Museum of Art, The Wichita State University, Wichita, Kansas
- 1979: Stamford Museum, Stamford, Connecticut
- 1979, 1980: Galerie Veith Turske (bzw. Turske Fine Art), Köln
- 1980: Books and Company, New York City
- 1980: State University College, New Paltz, New York
- 1980: Manson-Williams-Proctor Institute, Utica, New York
- 1980: Hokin Gallery, Chicago
- 1981, 1985, 1987: Turske Fine Art (bzw. Turske & Turske), Zürich
- 1981: Martha White Gallery, Louisville, Kentucky
- 1982: Karen & Jean Bernier Gallery, Athen
- 1984: M. Knoedler, Zürich
- 1985, 1986, 1987, 1988, 1989, 1998, 2004, 2005: Kouros Gallery, New York City
- 1985: Galerie Würthle, Wien
- 1985: Ericson Gallery, New York City
- 1985, 1986: Harcourts Contemporary, San Francisco
- 1986, 1988: Grimaldis Gallery, Baltimore, Maryland
- 1987: Pierides Gallery of Modern Art, Athen
- 1988, 1989, 1990: Dorsky Gallery, New York City
- 1988: Studio d´Art Zanussi, Mailand
- 1988: Museum Morsbroich, Leverkusen
- 1988: Jack Ruthbergs Fine Arts, Los Angeles
- 1988: Pascal de Sarthe Gallery, San Francisco
- 1989: Ileana Tounta Contemporary Art Center, Athen
- 1991–1992, 1993, 2011–2012: ACA Galleries, New York City
- 1994: Old Archaeological Museum of Thessaloniki, Thessaloniki
- 1996: Hiro Gallery, Tokyo
- 1997: Nationalgalerie, Athen
- 1997: Alexandros Soutzos Museum, Athen
- 2000: Fundación Juan March, Madrid
- 2003: Florian Sundheimer Galerie, München
- 2005: Crane Kalman Gallery, London
- 2008, 2010: Hollis Taggart Galleries, New York City
- 2009: Portalakis Collection, Athen

## Gruppenausstellungen und museale Sammlungen
Bis heute bereicherten Bilder von Theodoros Stamos weit über 100 Gruppenausstellungen. In den USA, wo die meisten stattfanden, war Stamos wiederholt an Präsentationen des Whitney Museum of American Art beteiligt. Das Museum of Modern Art berücksichtigte ihn 1958 und 1959 bei der für Europa zusammengestellten Schau „The New American Painting“. 1968 wanderte deren Ausstellung „Dada, Surrealism and Their Heritage“ quer durch die USA. Außerhalb der USA gab es Gruppenausstellungen mit Beispielen seines Schaffens in London, Amsterdam, Brüssel, Paris, Madrid, Barcelona, Mailand, Rom, Basel, Zürich, Berlin, Athen, Toronto und Tokio. 1948 beteiligte sich Stamos an der ersten Nachkriegsbiennale in Venedig und 1959 an der documenta II in Kassel.
Bildersammlungen befinden sich in rund 50 Museen weltweit. In Deutschland in den Bayerischen Staatsgemäldesammlungen in München und im Wilhelm-Hack-Museum in Ludwigshafen, in Österreich im Museum Moderner Kunst Stiftung Ludwig Wien.